# Геймталі (миза)
Миза Геймталі (ест. Heimtali mõis, нім. Heimthal) вперше згадана в 1528 р., у середні віки була орденською мизою, яка підлягала фортеці Карксі. З 1744 р. миза належала фон Сіверсам.
Панський будинок в стилі історицизму, в основному одноповерховий, було споруджено в 50-х роках XIX ст. при Петері Рейнгольді фон Сіверсі. Центральна частина з'єднується з будівлями-крилами за допомогою галерей. І у центральної частини, і в галерей, що з'єднують будівлі-крила, не типові для Естонії плоскі дахи. Було зведено також низку підручних будівель. Найошатніша з них — сироварня з чотирма округлими кутовими баштами, збудована в 1858 р. в кількох сотнях метрів на північний схід від центра мизи. Округла (точніше, 16-кутна) конюшня з внутрішнім двориком нині лежить в руїнах.
В будинку мизи, експропрійованому в 1919 р. у Фрідриха фон Сіверса, з 1932 р. діє школа. Сироварня (яку інколи помилково вважають винокурнею), відреставрована в 1984 р., використовується для проведення семінарів, конференцій і урочистих заходів.